# Jordanka Christowa

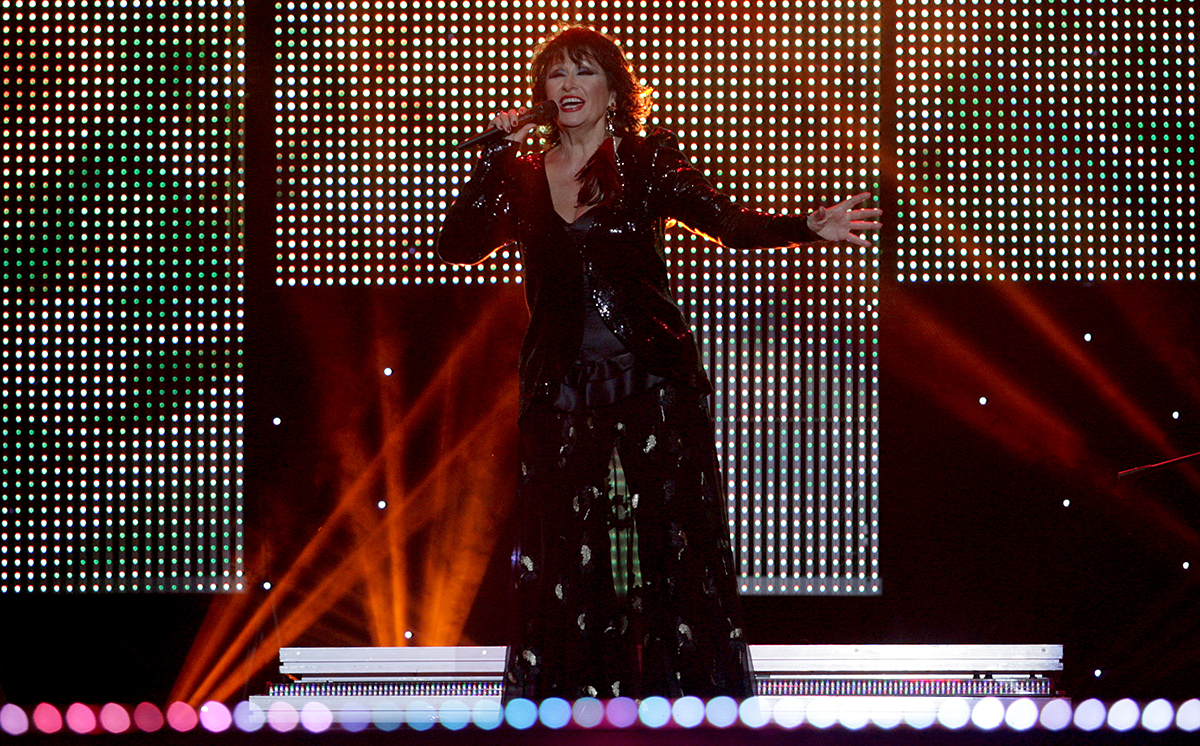
Yordanka Hristowa

Jordanka Christowa, bekannt als Yordanka Hristowa (bulgarisch Йорданка Христова; * 10. September 1943 in Sofia), geboren als Yordanka Iwanowa Hristowa, ist eine bulgarische Pop- und Estrada-Sängerin sowie Musikproduzentin.

## Biografie
Yordanka Hristowa schloss ihr Studium an der Musikfakultät der Nationalen Musikakademie „Prof. Pantscho Wladigerow“ ab. Ihre Konzertkarriere startete sie 1964 in Rumänien. Sie gilt als die populärste bulgarische Sängerin in Kuba.
Yordanka Hristowa hat zwei Kinder.
Die Hintergrund-Melodie des Songs Pesen Moya, Obich Moya wurde von der türkischen Sängerin Melek Mosso für ihren Song Yarım Kalan Sigara verwendet.

## Diskografie

### Alben
- 1966: Yordanka Hristowa
- 1966: Мой приятелю, Несебър (Mein Freund, Nessebar)
- 1969: Всяка обич (Jede Liebe)
- 1973: Времето (Das Wetter)
- 1974: Земята ще бъде на всички (Die Erde wird allen gehören)
- 1975: Влюбени (Die Verliebten)
- 1976: Молитва (Gebet)
- 1976: Спортни песни (Sportlieder)
- 1979: Пей сърце (Sing, mein Herz)
- 1985: Йорданка И Звънчетата
- 1987: Душите ни са заедно
- 1989: Влюбена в живота
- 1991: Te quiero
- 1999: Te quiero 2
- 2007: Има ли думи за сбогом
- 2008: Златни латино хитове